# Ворвулинцы
Ворвулинцы (укр. Ворвулинці) — село в Толстенской поселковой общине Чортковского района Тернопольской области Украины.
До 2020 года входило в Залещицкий район.
Код КОАТУУ — 6122082001. Население по переписи 2001 года составляло 708 человек.

## Географическое положение
Село Ворвулинцы находится на берегу реки Тупа,
выше по течению на расстоянии в 0,5 км расположено село Королёвка,
ниже по течению примыкает село Гиньковцы.

## История
- 1414 год — дата основания.

## Объекты социальной сферы
- Школа I—II ст.
- Клуб.
- Фельдшерско-акушерский пункт.

## Достопримечательности
- Братская могила советских воинов.